# Liste des batailles de la Régence d'Alger
Voici la liste de batailles de l'Histoire de la régence d'Alger depuis la prise du Peñon d'Alger en 1529 jusqu'à l'expédition d'Alger par la France en 1830 et la signature de la convention franco-algérienne du 5 juillet 1830 à Alger, qui met fin au régime de la régence d'Alger. Elle comprend les plus importantes batailles menées par les différents régimes qui se sont succédé et qui ont fait l'histoire militaire de la régence d'Alger.

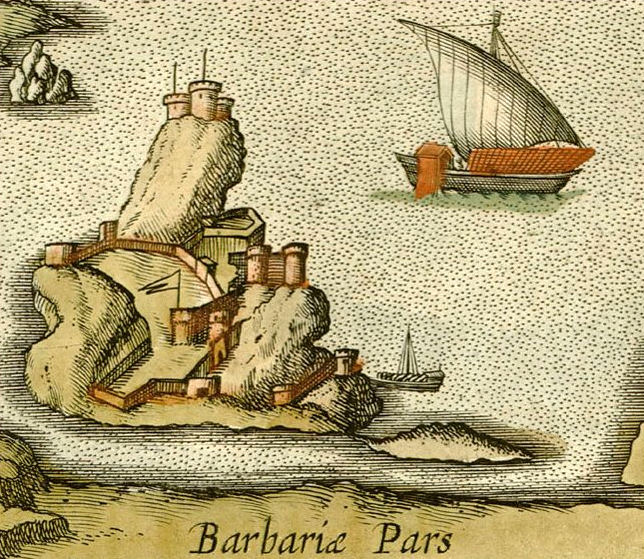
Le Peñon d'Alger et son îlot au début du XVIe siècle.

## Période: Sultanat-Beylerbeys-Pashas-Aghas (1516 – 1671)
| Début           | Fin               | Nom du conflit                                               | Belligérants                                                      | Belligérants                                                                                               | Lieu                                | Issue |
| Début           | Fin               | Nom du conflit                                               | Alliés (y compris l'Algérie)                                      | Ennemis | Lieu                                | Issue |
| --------------- | ----------------- | ------------------------------------------------------------ | ----------------------------------------------------------------- | --- | ----------------------------------- | --- |
| 1516            | 1516              | Expédition de Cherchell (1516)                               | Royaume de Koukou Frères Barberousse                              | Principauté de Cherchell                                                                                   | Cherchell                           | Prise de Cherchell par les frères Barberousse                                                                                           |
| 1516            | 1516              | Prise d'Alger (1516)                                         | Frères Barberousse                                                | Émir d'Alger Salim at-Toumi                                                                                | Alger                               | Prise d'Alger par les frères Barberousse                                                                                                |
| 1517            | 1517              | Bataille de Oued Djer                                        | Arudj Barberousse Royaume de Koukou                               | Empire espagnol Royaume de Ténès                                                                           | Oued Djer                           | Prise de Ténès, Médéa et Miliana par Arudj et ses alliés                                                                                |
| 1519            | 1519              | Expédition d'Alger (1519)                                    | Régence d'Alger                                                   | Empire espagnol                                                                                            | Alger                               | Victoire de la Régence d'Alger |
| 29 mai 1529     | 29 mai 1529       | Prise du Peñon d'Alger (1529)                                | Régence d'Alger                                                   | Empire espagnol                                                                                            | Alger                               | Victoire de la régence d'Alger, prise du Peñon par les Algériens                                                                        |
| 29 mai 1537     | 29 mai 1540       | Guerre vénéto-ottomane (1537-1540) (Bataille de Castelnuovo) | Empire ottoman Régence d'Alger Royaume de France                  | Sainte Ligue : États pontificaux République de Gênes République de Venise Monarchie espagnole Hospitaliers | Mer Méditerranée                    | Victoire Ottomane |
| 20 octobre 1541 | 1er novembre 1541 | Expédition d'Alger (1541)                                    | Régence d'Alger Empire ottoman Royaume de France                  | Saint-Empire Milan Empire espagnol Naples Sicile Gênes Venise Hospitaliers Duché de Savoie Papauté         | Algérie                             | Victoire de la régence d'Alger, Hégémonie algéroise sur la Méditerranée occidentale et retraite de Charles Quint vers le port de Bougie |
| 1542            | 1544              | Neuvième guerre d'Italie                                     | Royaume de France Empire ottoman Régence d'Alger Royaume d'Écosse | Saint-Empire Monarchie espagnole Royaume d'Angleterre                                                      | Nord de l'Italie, Écosse, Manche    | Trêve de Crépy-en-Laonnois Traité d'Ardres                                                                                              |
| 1551            | 1551              | Campagne de Tlemcen (1551)                                   | Régence d'Alger                                                   | Empire chérifien Empire espagnol                                                                           | El Malah, Algérie                   | Victoire de la régence d'Alger, échec de la politique d'entente hispano-chérifien                                                       |
| 1552            | 1552              | Expédition de Biskra, Touggourt et Ouargla                   | Régence d'Alger Royaume des Beni Abbès                            | Sultanat de Touggourt Sultan de Ouargla                                                                    | Biskra, Ouargla, Touggourt          | Victoire de la régence d'Alger et des Beni Abbès Le sultan de Touggourt et celui de Ouargla deviennent vassaux d'Alger                  |
| 1555            | 1555              | Prise de Béjaïa (1555)                                       | Régence d'Alger Royaume de Koukou                                 | Empire espagnol                                                                                            | Mer Méditerranée, Bougie            | Victoire de la coalition de la régence d'Alger                                                                                          |
| 1568            | 1571              | Révolte des Alpujarras                                       | Insurgés morisques Régence d'Alger                                | Empire espagnol                                                                                            | Royaume de Grenade, Espagne         | Victoire de la monarchie espagnole Édit de 1567 (es)                                                                                    |
| 1609            | 1628              | Guerre franco-algérienne (1609–1628)                         | Régence d'Alger                                                   | Royaume de France                                                                                          | Mer Méditerranée, France            | Victoire de la Régence d'Alger |
| 1617            | 1617              | Bataille du cap Palos (1617)                                 | Régence d'Alger                                                   | Empire espagnol                                                                                            | Cap Palos, Carthagène (Espagne)     | Victoire de la Régence d'Alger |
| 1618            | 1622              | Guerre barbaro-néerlandaise                                  | Régence d'Alger                                                   | Provinces-Unies                                                                                            | Alger, Régence d'Alger              | Signature d'un traité de paix en 1622                                                                                                   |
| 1620            | 1621              | Guerre des Corsaires                                         | Régence d'Alger                                                   | Empire coloniale anglais Empire espagnol                                                                   | Alger, Régence d'Alger              | Victoire de la Régence d'Alger, échec de l'expédition                                                                                   |
| 1624            | 1624              | Expédition néerlandaise à Alger (1624)                       | Régence d'Alger                                                   | Provinces-Unies                                                                                            | Alger, Régence d'Alger              | Victoire néerlandaise |
| 1628            | 17 mai 1628       | Guerre algéro-tunisienne de 1628                             | Régence d'Alger                                                   | Régence de Tunis                                                                                           | Frontière algéro-tunisienne         | Victoire de la Régence d'Alger |
| 1663            | 1664              | Première guerre austro-turque (Expédition de Djidjelli)      | Empire ottoman Régence d'Alger                                    | Ligue du Rhin : Archiduché d'Autriche Saint-Empire Royaume de France                                       | Djidjelli (actuelle Jijel), Algérie | Victoire de la Régence d'Alger, abandon de Djidjelli par la France et naufrage de La Lune Paix de Vasvár (1664)                         |

## Galerie

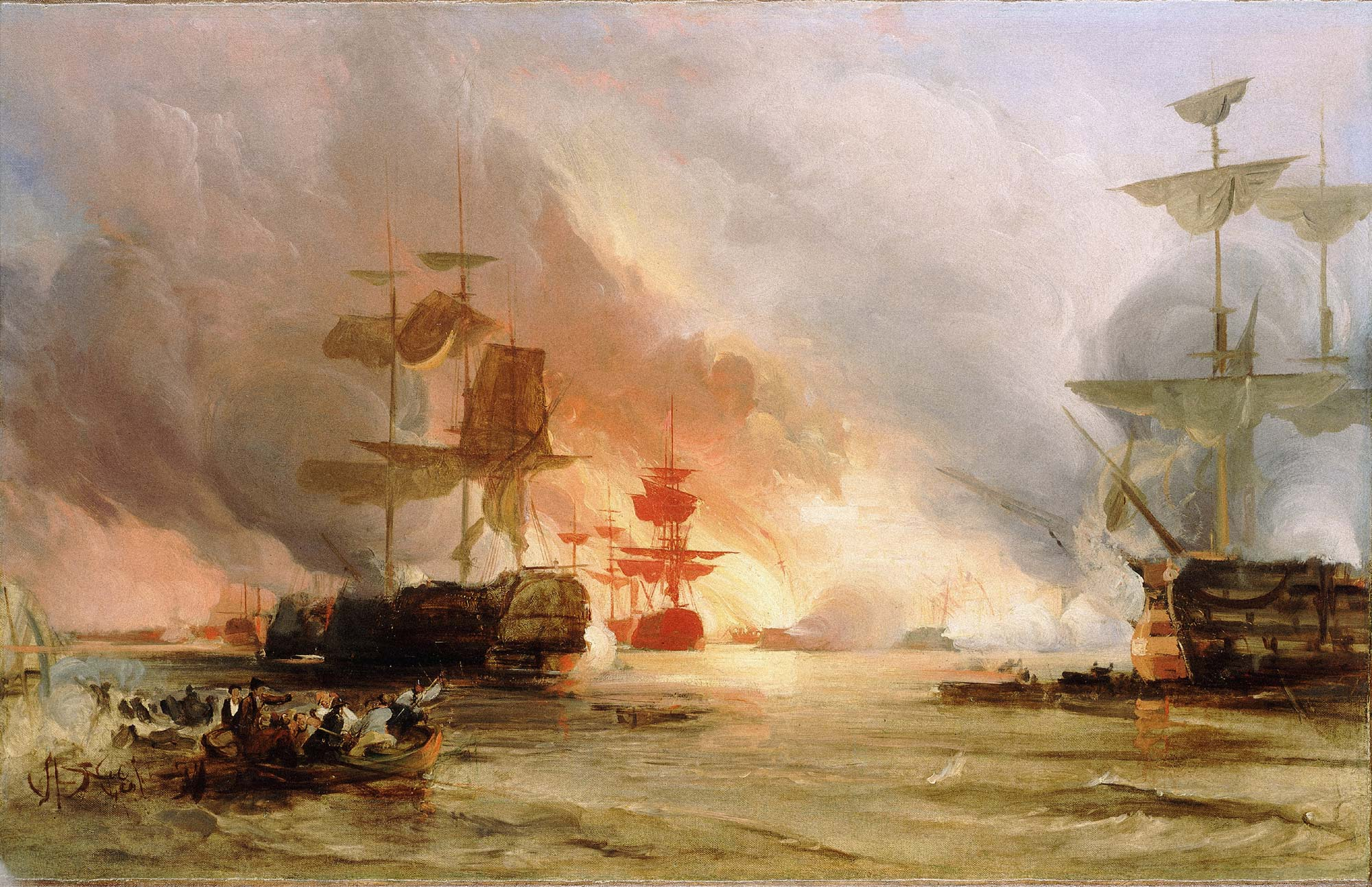
Bombardement d'Alger commandé par l'amiral britannique Lord Exmouth le 27 août 1816, toile de George Hyde Chambers
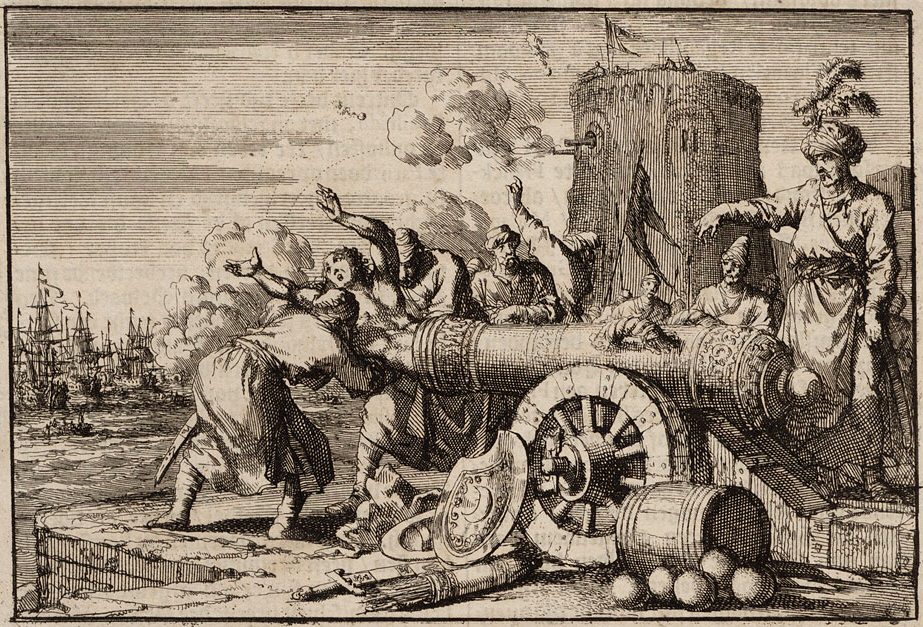
Supplice du consul de France à Alger, Jean Le Vacher en représailles au bombardement d'Alger par Duquesne le 26 juillet 1683
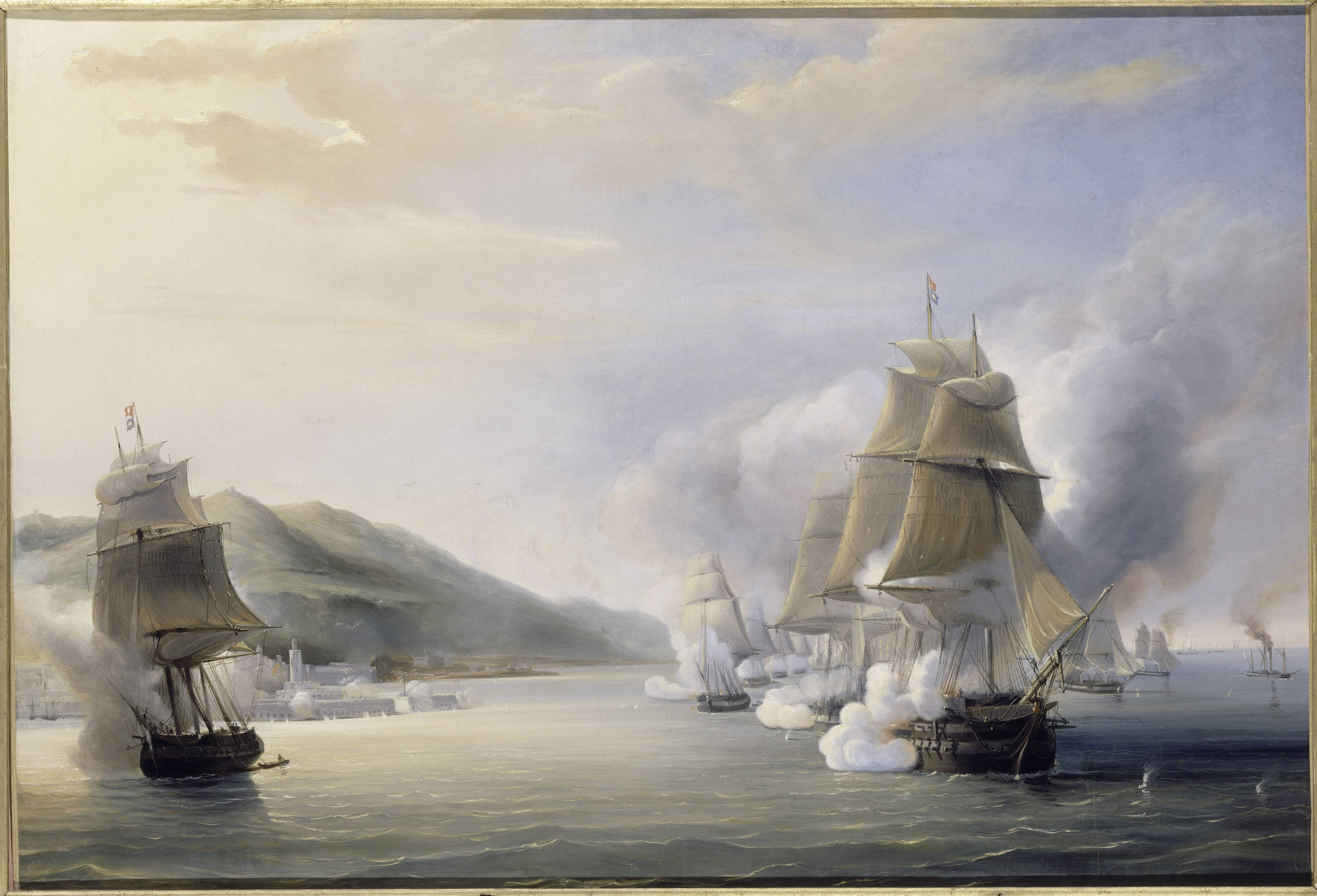
Bombardement d'Alger par mer le 3 juillet 1830. La Provence (à droite) montée par l'amiral Duperré participe à la manœuvre, toile de Léon Morel-Fatio
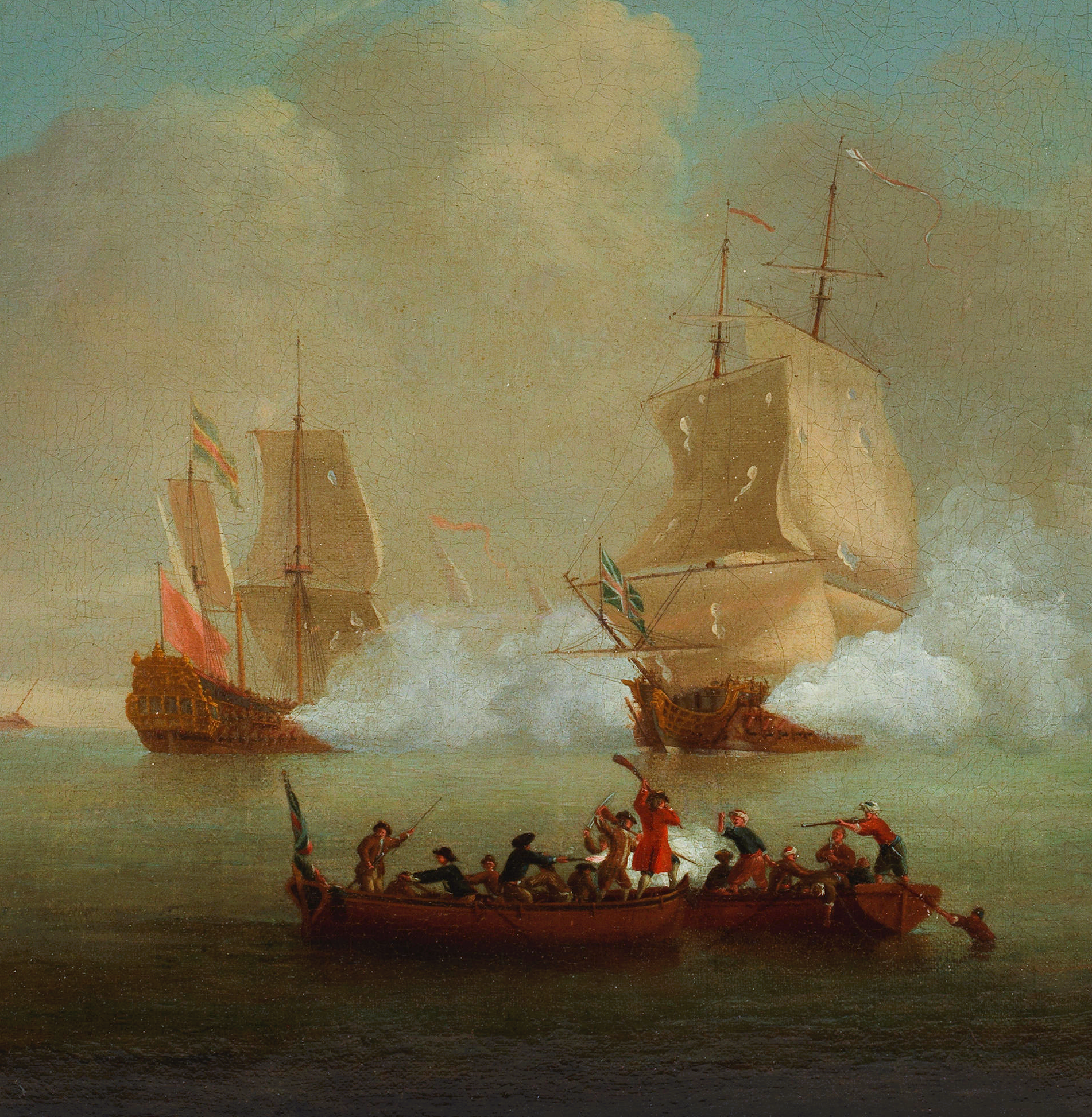
Une rencontre féroce entre la Royal Navy et les célèbres pirates barbaresques (1655-1704)
Navire portugais combattant les pirates barbaresques (1685)